# Hacheney
Hacheney ist der Statistische Bezirk 52 und zugleich ein südlicher Stadtteil der kreisfreien Großstadt Dortmund. Er liegt im Stadtbezirk Hörde.

## Geschichte
Hacheney wurde erstmals 1298 mit decime in Hagneyye sita urkundlich erwähnt. im Jahr 1351 als in villa to Haghney im Urkundenbuch des Klosters Clarenberg. Zwischen 1351 und 1432 wurde der Ort als decima in Hachene, sita in parrrochia Welinchoven im Volmarsteiner Lehnsregister geführt. 1353 als up dem Hangeney im Dortmunder Urkundenbuch genannt. 1620 wurde erstmals die Hacheneyer Mark urkundlich erwähnt.
Hacheney gehörte im Spätmittelalter und der Frühen Neuzeit in eigener Bauerschaft im Kirchspiel Wellinghofen und Amt Hörde (historisch) zur Grafschaft Mark. Laut dem Schatzbuch der Grafschaft Mark von 1486 hatten die 13 Steuerpflichtigen Hofbesitzer in der Bauerschaft zwischen 1 oirt und 6 Goldgulden an Abgabe zu leisten. Größter Hof in der Bauerschaft war der des Hans to Ermelinchaven mit 6 Goldgulden Abgabe. Im Jahr 1705 waren in der Baurschafft Hachney 14 Steuerpflichtige mit Abgaben an die Rentei Hörde im Kataster verzeichnet.
Die Deutung des Ortsnamens kann mit Stelle, an der es Dornsträucher gibt umschrieben werden.
Im 19. Jahrhundert war Hacheney eine Landgemeinde im Landkreis Hörde und Amt Barop. 1885 hatte die Gemeinde (plus 23 Wohnplätze) eine Fläche von 9,76 km², davon 577 ha Ackerland, 53 ha Wiesen und 158 ha Holzungen. Es gab 307 Wohngebäude mit 596 Haushaltungen und 3308 Einwohner.
Am 1. Mai 1922 wurde Hacheney nach Wellinghofen eingemeindet.

## Bergbau und Industrie

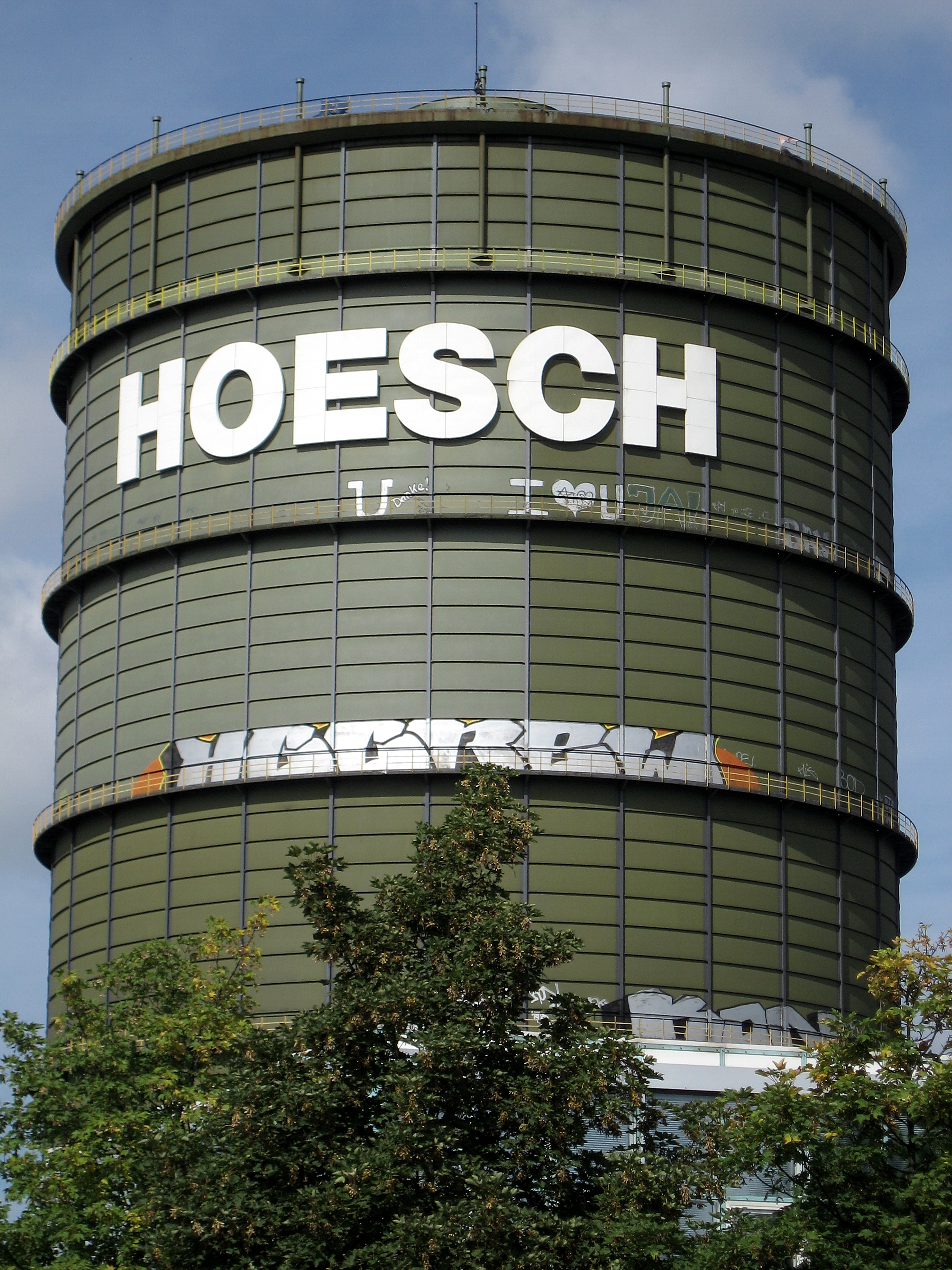
Der Hoesch-Gasometer auf Phoenix-West

Hacheney hat eine Bergbauvergangenheit. Auf dem Gebiet des heutigen Stadtteils gab es schon früh Stollenbergbau. Später entwickelten sich hieraus die Tiefbauzechen:
- Zeche Crone
- Zeche Kirschbau
- Zeche Schondelle
- Zeche Jungfer
- Zeche Waldhorn
- Zeche Glückaufsegen

Im Norden des Stadtteils befand sich das Stahlwerk Phoenix-West der Hoesch AG. Noch immer überstrahlt der ehemalige Gasometer mit den großen HOESCH-Lettern den Stadtteil.

## Bevölkerung
Am 31. Dezember 2024 lebten in Hacheney 1.565 Einwohner.
Struktur der Hacheneyer Bevölkerung:
- Bevölkerungsanteil der unter 18-Jährigen: 13,5 % [Dortmunder Durchschnitt: 16,2 % (2018)][8]
- Bevölkerungsanteil der mindestens 65-Jährigen: 25,5 % [Dortmunder Durchschnitt: 20,2 % (2018)][9]
- Ausländeranteil: 15,0 % [Dortmunder Durchschnitt: 22,3 % (2024)][10]
- Arbeitslosenquote: 9,0 % [Dortmunder Durchschnitt: 11,0 % (2017)][11]

Das durchschnittliche Einkommen in Hacheney liegt ca. 20 % oberhalb des Dortmunder Durchschnittes.

### Bevölkerungsentwicklung
| Jahr      | 1987 | 2003 | 2008 | 2010 | 2013 | 2016 | 2019 | 2022 | 2023 | 2024 |
| --------- | ---- | ---- | ---- | ---- | ---- | ---- | ---- | ---- | ---- | ---- |
| Einwohner | 2090 | 1543 | 1690 | 1602 | 1595 | 1591 | 1571 | 1591 | 1575 | 1565 |

## Öffentliche Einrichtungen
Im Westen des Stadtteils in unmittelbarer Nähe des Rombergparks und des Dortmunder Zoos findet sich ein Schulzentrum mit den folgenden Einrichtungen:
- Gisbert-von-Romberg-Berufskolleg
- Paul-Ehrlich-Berufskolleg
- Berufsförderungswerk Dortmund

An der Grenze zu Hörde und Wellinghofen liegt ein Hallenbad, welches seit 2003 durch den Verein SSC Hörde betrieben wird.

## Verkehrsanbindung
An die Dortmunder Innenstadt ist Hacheney über die Stadtbahnlinie U 49 der DSW21 angebunden. An dieser Endhaltestelle beginnen dann die Buslinien 438, 443 und 447.
Durch den Stadtteil führt die Bundesstraße 54 mit einer eigenen Ausfahrt Dortmund-Hacheney.
Im Norden von Hacheney gab es bis Januar 1929 einen Bahnhof „Hörde-Hacheney“ an der in diesem Abschnitt 1957 stillgelegten Bahnstrecke Dortmund-Süd – Brünninghausen, der ehemaligen Rheinischen Bahn. Heute liegt dort das Gewerbegebiet Phoenix-West auf dem Gelände des ehemaligen Hochofenwerks, genauer gesagt die Robert-Schuman-Straße.